# Eupithecia calabrica
Eupithecia calabrica är en fjärilsart som beskrevs av Karl Dietze 1910. Eupithecia calabrica ingår i släktet Eupithecia och familjen mätare. Inga underarter finns listade i Catalogue of Life.